# 1 vs. 100
『1 vs. 100』は、ヨーロッパ、アメリカ合衆国、オーストラリア、台湾や香港など、世界各国で放送されているクイズ番組。オリジナル版はオランダの『Eén Tegen Honderd』。
現在、日本では未放送であるが、世界各国で放送が広がりつつある。アメリカでは、NBCで金曜日の午後8時に放送されていた。

## 基本ルール
プレイヤー1人が、100人の解答者と賞金をかけて3択クイズで競う。解答者側は6秒以内に答えなければならないが、プレイヤー側には解答の制限時間はない。もし、プレイヤーが正解すれば、解答者の不正解の人数に応じて賞金が加算される。一方、不正解した解答者は脱落となり、次の問題に進むことはできない。また、プレイヤーが不正解した場合、その時点で賞金は全額没収されて終了となる。

### オランダ版（本家）ルール
- プレイヤー側は、1問ごとに簡単な問題と難しい問題のどちらかを選択することができる。
- 基本賞金50,000ユーロ×（解答者側の不正解人数÷現在残っている解答者の人数）=プレイヤーの賞金となる。
  - 例・解答者側が80人のうち、不正解した人数が20人の場合、50,000×20÷80=12,500ユーロが賞金となる。
- 途中でドロップアウトができないため、100人全員を脱落させないと賞金を獲得することはできない。
- 問題が難しくて分からない場合、現時点の賞金を減額することでパスをすることができる。但し、3回までしかパスはできず、プレイヤーがパスした問題に正解しても賞金を獲得することはできない。1回目は25%、2回目は50%、3回目は75%と現時点の賞金から減額される。
- 「ダブル」というアイテムも1度だけ使うことができる。「ダブル」を使用した問題に限り、獲得賞金を倍にすることができる。

### イギリス版ルール
- オランダ版を基本としているが、異なる点もある。
  - プレイヤー側は、1問ごとに2つの異なるジャンルからどちらかを選択することになる。
  - パスしたときの減額が3回とも一律50%となっている。「ダブル」は、オランダ版と同じ。
  - 問題数に関わらず、1,000ポンド×解答者側の不正解人数=プレイヤーの賞金となる。
  - 100人全員脱落させれば、賞金を獲得できる上にボーナスクイズにチャレンジできる。正解すれば50,000ポンド獲得。

### 香港版ルール
| 不正解するまで 脱落させた人数 | 金額      |
| ----------------------------- | --------- |
| 1 - 20                        | HK$2,000  |
| 21 - 40                       | HK$4,000  |
| 41 - 60                       | HK$6,000  |
| 61 - 80                       | HK$8,000  |
| 81 - 99                       | HK$10,000 |

- オランダ版とルールは同じ。ただし、プレイヤー側が不正解しても、残念賞として脱落させた人数に応じ賞金を獲得できる。(パスして脱落させた人数は除く)
- 基本賞金200,000香港ドル×（解答者側の不正解人数÷現在残っている解答者の人数）=プレイヤーの賞金となる。
  - 例・解答者側が80人のうち、不正解した人数が20人の場合、200,000×20÷80=50,000香港ドルが賞金となる。
- 他国と比べるとかなり静かな雰囲気になっており、舞台セットもかなり暗めになっている。プレイヤー1人と100人が全員男性または全員女性の回があるのも特徴的である。

### アメリカ版ルール
| 問題数  | 金額    |
| ------- | ------- |
| 1, 2, 3 | $1,000  |
| 4, 5    | $2,000  |
| 6       | $3,000  |
| 7       | $4,000  |
| 8       | $5,000  |
| 9       | $6,000  |
| 10      | $7,000  |
| 11      | $8,000  |
| 12      | $9,000  |
| 13-     | $10,000 |

- アメリカ版の司会者は、ドラマ『フルハウス』に出演していたボブ・サゲットである。
- オランダ版と違い、途中でドロップアウトして賞金を持ち帰ることも可能。一方、プレイヤーが不正解した場合、没収された賞金は最後まで生き残った解答者で分配される。
- 問題数に応じた賞金×解答者側の不正解人数=プレイヤーの賞金となる。
- 解答者100人全員を脱落させれば、賞金100万ドル獲得となる。
- プレイヤーを助けるアイテムが3つある。
  - Poll the Mob（ポールザモブ）:プレイヤー側は3択の中から1つだけ選び、解答者側が何人答えているのかを知ることができる。さらに、その答えを選んだ理由をプレイヤーが選んだ解答者1人だけに聞くことができる。
  - Ask the Mob（アスクザモブ）:3択から2択にすることができる。解答者の中で、正解を選んだ解答者と不正解を選んだ解答者がランダムに指名され、両者がそれぞれ選択した答えと理由を聞くことができる。（当然、どちらが正解を選んでいるかは分からない）そして、両者が選ばなかった不正解の選択肢が自動的に消去される。
  - Trust the Mob（トラストザモブ）:3択の中で、解答者側が最も多く選んだ答えがどれかを知ることができるが、その答えを必ず選ばなければならないリスクも伴う。

### アメリカ版ルール・シーズン2
| 解答者の残り人数 | 金額 (2008 NBC) | 金額 (2010 GSN) |
| ---------------- | --------------- | --------------- |
| 90-81            | $1,000          | $500            |
| 80-71            | $5,000          | $750            |
| 70-61            | $10,000         | $1,000          |
| 60-51            | $25,000         | $1,500          |
| 50-41            | $50,000         | $2,000          |
| 40-31            | $75,000         | $2,500          |
| 30-21            | $100,000        | $5,000          |
| 20-11            | $250,000        | $10,000         |
| 10-1             | $500,000        | $25,000         |
| 0                | $1,000,000      | $50,000         |

- シーズン2は、2008年1月4日から放送開始。
- プレイヤーを助けるアイテムなど基本的なルールは同じ。
- 10人脱落させる毎に賞金がアップしていくルールに変更された。
- 男性1人VS女性100人、女性1人VS男性100人など新たな企画も登場した。

### オーストラリア版ルール
| 問題数  | 金額     |
| ------- | -------- |
| 1, 2, 3 | AU$500   |
| 4, 5    | AU$1,000 |
| 6       | AU$1,500 |
| 7       | AU$2,000 |
| 8       | AU$2,500 |
| 9       | AU$3,000 |
| 10      | AU$3,500 |
| 11      | AU$4,000 |
| 12      | AU$4,500 |
| 13-     | AU$5,000 |

- ルール・舞台セットはアメリカ版と同じ。
- 解答者100人全員を脱落させれば、賞金100万オーストラリアドル獲得となる。

### フランス版ルール
| 問題数 | 金額   |
| ------ | ------ |
| 1      | 100€   |
| 2      | 150€   |
| 3      | 200€   |
| 4      | 250€   |
| 5      | 300€   |
| 6      | 350€   |
| 7      | 400€   |
| 8      | 500€   |
| 9      | 600€   |
| 10     | 700€   |
| 11-    | 1,000€ |

- タイトルは「1 contre 100（アン・コントル・ソン）」。司会者はBenjamin Castaldi（バンジャマン・キャスタルディ）であり、 第1期は2007年1月8日から5月16日まで放送された。第2期は2007年9月3日から10月23日まで放送された。第3期は2008年は2月18日から4月25日まで放送されたが、3期目の視聴率が低く、打ち切りになった。
- アメリカ版とほぼ同じ舞台セットだが、ルールが少し異なる。プレイヤーまたは解答者側に対するブーイングが激しいことも特徴的。解答者100人は消防士、ラグビー選手、チアガール、チェスの優勝者、電話で1日の賞金の半分を手に入れた人、芸能人、そのほか等で構成されている。
- ナレーションがある（番組の開始時、Bパート（後半）突入時、エンディングの3回（金曜日の続きの場合は4回））。
- 問題数に応じた賞金×解答者側の不正解人数=プレイヤーの賞金となる。
- 解答者100人全員を脱落させれば、賞金20万ユーロ獲得となる。
- プレイヤーを助けるアイテムが3つあり、以下の順番で使用されていく。
  - Joker 1:問題をパスすることができる。パスしても賞金が増える。
  - Joker 2:使用した問題に限り、一度不正解してももう一度答えることができる。（事実上、3択のうち2つを選ぶことになる）
  - Joker 3:プレイヤー側は3択の中から1つだけ選び、解答者側が何人答えているのかを知ることができる。
- 2008年3月3日から4日まで、男性1人VS女性100人の企画も登場した。
- 2008年4月14日から手強い相手のゾーンを脱落すると5000ユーロのボーナスを与える。

#### フランス版の記録
- 解答者100人全員を脱落させたプレイヤーの数:11人（初:2007年1月9日、2008年4月14日まで）
- 第11問以上に挑んだプレイヤーの数:23人（初:2007年1月31日、2008年4月25日まで）、最高17問（2007年4月19日）
- 解答者側の連勝記録:8回（2007年1月24～31日）
- 1問で解答者50人以上を脱落させたプレイヤーの数:46人（2008年4月17日まで、最高86人）
- 解答者1人も脱落させなかった連続記録:4問連続（初:2007年2月28日、2007年9月18日まで）
- 放送回数:全177回+未放送分を加えると全180回（2008年4月25日まで放送された、2007年5月7日と8日、2008年3月24日はお休み） 
  - 100回目の放送は2007年9月13日放送。
  - 未放送分は2008年4月28日から30日までだった。
- 1対1の対戦に挑んだプレイヤーの数:8人（初:2008年4月18日）
- 1対1の連戦:3問連続（3回）（初:2007年3月6日、2007年4月19日まで）
- 今までのプレイヤー登場の数:約190人（2007年10月23日まで）
  - 100人目プレイヤー登場は2007年3月29日。
- 一週間の解答者の最高のトータル賞金記録:9万6500ユーロ（2007年4月30日現在（23日の月曜日から30日の月曜日））
- 一週間のプレイヤーと解答者の最高のトータル賞金記録:
  - 解答者全員脱落あり:28万7600ユーロ（2008年4月11日）
  - 解答者全員脱落なし:13万700ユーロ（2008年4月25日）
- 今までのトータル賞金は約800万ユーロ（2008年）

### 台湾版ルール
- プレイヤー1人が、101人の解答者と賞金をかけて3択クイズで競うに変更された。
- 10人脱落させる毎に賞金がアップしていく。
- プレイヤーが不正解した場合、その時点で賞金は全額没収されて終了となる。(没収された賞金は最後まで生き残った解答者で分配される。)
- 途中でドロップアウトして賞金の半額を持ち帰ることも可能。
- 解答者101人全員を脱落させれば、賞金10万ニュー台湾ドル(NT$100,000)獲得となる。

| 不正解するまで 脱落させた人数 | 賞金       |
| ----------------------------- | ---------- |
| 10-19                         | NT$500     |
| 20-29                         | NT$1,000   |
| 30-39                         | NT$1,500   |
| 40-49                         | NT$3,000   |
| 50-59                         | NT$6,000   |
| 60-69                         | NT$9,000   |
| 70-79                         | NT$15,000  |
| 80-89                         | NT$25,000  |
| 90-99                         | NT$35,000  |
| 100                           | NT$60,000  |
| 101                           | NT$100,000 |

- プレイヤーを助けるアイテムが3つある。
  - Poll the Mob（ポールザモブ）:プレイヤー側は3択の中から1つだけ選び、解答者側が何人答えているのかを知ることができる。さらに、その答えを選んだ理由をプレイヤーが選んだ解答者1人だけに聞くことができる。
  - Ask the Mob（アスクザモブ）:3択から2択にすることができる。解答者の中で、正解を選んだ解答者と不正解を選んだ解答者がランダムに指名され、両者がそれぞれ選択した答えと理由を聞くことができる。（当然、どちらが正解を選んでいるかは分からない）そして、両者が選ばなかった不正解の選択肢が自動的に消去される。
  - Trust the Mob（トラストザモブ）:3択の中で、解答者側が最も多く選んだ答えがどれかを知ることができるが、その答えを必ず選ばなければならないリスクも伴う。

### 台湾版ルール・シーズン2
- 問題数にかかわらず、600ニュー台湾ドル（NT$600）×解答者側の不正解人数=プレイヤーの賞金ルールに変更された。
- プレイヤーが不正解した場合、その時点で賞金は全額没収されて終了となる。(没収された賞金は最後まで生き残った解答者で分配される。)
- 途中でドロップアウトして賞金の半額を持ち帰ることも可能。（2009年6月26日まで）
- 途中でドロップアウトができないため、101人全員を脱落させないと賞金10万ニュー台湾ドル(NT$100,000)を獲得することはできない。（2009年7月3日から）
- 解答者101人全員を脱落させれば、賞金10万ニュー台湾ドル(NT$100,000)獲得となる。

- プレイヤーを助けるアイテムが2つに変更された。

- - Poll the Mob（ポールザモブ）:プレイヤー側は3択の中から1つだけ選び、解答者側が何人答えているのかを知ることができる。さらに、その答えを選んだ理由をプレイヤーが選んだ解答者1人だけに聞くことができる。
  - Ask the Mob（アスクザモブ）:3択から2択にすることができる。解答者の中で、正解を選んだ解答者と不正解を選んだ解答者がランダムに指名され、両者がそれぞれ選択した答えと理由を聞くことができる。（当然、どちらが正解を選んでいるかは分からない）そして、両者が選ばなかった不正解の選択肢が自動的に消去される。
- 2009年11月27日を最後に放送を終了した。

### 台湾版の記録
- 解答者101人全員を脱落させたプレイヤーの数:5人（初:2009年2月13日,2009年7月3日まで）